# 318 до н. е.

## Події
- діадох Піфон розбитий і втік до Вавилону, що управлявся Селевком I Нікатором.

## Народились
- Пірр Епірський — гегемон Епірського союзу, цар моллосів.

## Померли
- Фокіон Афінський — військовий і політичний діяч Афін.